# Știuca
Știuca is een gemeente in het Roemeense district Timiș en ligt in de regio Banaat in het westen van Roemenië. De gemeente telt 1768 inwoners (2005).

## Geografie
De oppervlakte van Știuca bedraagt 103,56 km², de bevolkingsdichtheid is 17 inwoners per km².
De gemeente bestaat uit de volgende dorpen: Dragomirești, Oloșag, Știuca, Zgribești.

## Demografie
Van de 1840 inwoners in 2002 zijn 631 Roemenen, 6 Hongaren, 18 Duitsers, 0 Roma's en 1185 (bijna allemaal) van andere etnische groepen.

## Politiek
De burgemeester van Știuca is Vasile Bejera (PNL).

## Geschiedenis
In 1590 werd Știuca officieel erkend.
De historische Hongaarse en Duitse namen zijn respectievelijk Csukás en Ebendorf.
Balinț · Banloc · Bara · Bârna · Beba Veche · Becicherecu Mic · Belinț · Bethausen · Biled · Birda · Bogda · Boldur · Brestovăț · Cărpiniș · Cenad · Cenei · Checea · Chevereșu Mare · Comloșu Mare · Coșteiu · Criciova · Curtea · Darova · Denta · Dudeștii Noi · Dudeștii Vechi · Dumbrava · Dumbrăvița · Fibiș · Fârdea · Foeni · Gavojdia · Ghilad · Ghiroda · Ghizela · Giarmata · Giera · Giroc · Giulvăz · Gottlob · Iecea Mare · Jamu Mare · Jebel · Lenauheim · Liebling · Lovrin · Margina · Mașloc · Mănăștiur · Moravița · Moșnița Nouă · Nădrag · Nițchidorf · Ohaba Lungă · Orțișoara · Parța · Pădureni · Peciu Nou · Periam · Pietroasa · Pișchia · Racovița · Remetea Mare · Sacoșu Turcesc · Saravale · Satchinez · Săcălaz · Secaș · Sânandrei · Sânmihaiu Român · Sânpetru Mare · Șag · Şandra · Știuca · Teremia Mare · Tomești · Tomnatic · Topolovățu Mare · Tormac · Traian Vuia · Uivar · Valcani · Variaș · Victor Vlad Delamarina · Voiteg